# Flaga Jakucji
Flaga Jakucji (ros. Флаг Республики Саха) − jeden z symboli Jakucji obok godła, obowiązująca od 14 października 1992. Zarejestrowana w NHR pod numerem 183.

## Historia
Do 1992 flagą Jakucji była flaga Jakuckiej Autonomicznej Socjalistycznej Republiki Radzieckiej, czyli flaga Rosyjskiej Federacyjnej Socjalistycznej Republiki Radzieckiej ze skróconą nazwą republiki. Przez ten czas wielokrotnie ulegała ona zmianom, ostatni raz w 1990.
Po powstaniu autonomicznej republiki Jakucji władze zdecydowały pod koniec września 1990 o rozpisaniu konkursu na projekt godła i flagi Jakucji. Zgodnie z założeniem, miały one reprezentować wartości narodowe oraz uniwersalne, wyznawane przez wszystkich mieszkańców republiki. Początkowo konkurs miał trwać do 1 maja 1991, później wydłużono go do końca 1992. W końcu, w październiku 1992, po wielu staraniach, władze Jakucji wybrały projekt, którego autorami byli: Ludmiła Daniłowna Slepcowa, Michaił Gawriłowicz Starostin oraz Ajina Pietrowna Zacharowa, lokalni artyści. Po raz pierwszy została ona wciągnięta na maszt 14 października 1992 o godzinie 17:50 czasu lokalnego, tuż po ustanowieniu jej przez radę regionu uchwałami nr 158-XII oraz 1159-XII. Miało to miejsce w czasie obchodów 360. rocznicy przyłączenia Jakucji do Imperium Rosyjskiego.

## Wygląd i symbolika
Flaga republiki to prostokątny płat tkaniny o proporcjach 1:2, podzielony na cztery poziome pasy: błękitny, biały, czerwony i zielony w stosunku 12:1:1:2. W centralnej części błękitnego pasa umieszczono białe koło.
Kolory błękitny i biały symbolizują ludy Północy, zielony lato, tajgę oraz pochodzenie tureckie Jakutów, czerwień piękno ojczyzny i pamięć o przeszłości, wszystkie one są często używane w sztuce ludowej. Natomiast białe koło to słońce polarne i nawiązanie do wierzeń ludowych. Dodatkowo, użycie trzech pierwszych barw symbolizuje również związki regionu z Rosją (kolory te pojawiają się na fladze Rosji).

## Galeria

Flaga Republiki Tunguskiej (1924–1925)
Flaga Jakuckiej ASRR (1926–1937)
Flaga Jakuckiej ASRR (1937–1939)
Flaga Jakuckiej ASRR (1939–1954)
Flaga Jakuckiej ASRR (1954–1978)
Flaga Jakuckiej ASRR (1978–1990)
Flaga Jakuckiej ASRR (1990–1992)
Flaga Jakucji (1992–)